# Oswald Bartmański
Oswald Bartmański (ur. 5 kwietnia 1826 w Tarnowie, zm. 9 lutego 1887 w Żurawnikach) – polski ziemianin, urzędnik, poseł do Sejmu Krajowego Galicji i austriackiej Rady Państwa.

## Życiorys
Studiował prawo na uniwersytetach we Lwowie i Wiedniu, na tym ostatnim otrzymał dyplom ukończenia studiów (1847). Po studiach rozpoczął pracę jako urzędnik, najpierw jako praktykant konceptowy w dolnoaustriackim Gubernium (1847–1849), następnie koncypista w Gubernium we Lwowie, głównie w biurze prezydialnym namiestnika Gołuchowskiego (1849–1853). W latach 1853–1857 był komisarzem komitatowym w Warażdynie w Chorwacji. Po powrocie do Galicji referent w komisji dla wykupu i uregulowania ciężarów gruntowych (1857–1860). Od 1861 do 1869 radca Namiestnictwa Galicyjskiego i komisarz rządowy przy Sejmie Galicyjskim. Następnie radca ministerialny i referent ds. Galicji w Ministerstwie Spraw Wewnętrznych (1870–1871). Wiceprezydent Namiestnictwa Galicyjskiego we Lwowie (1871–1879). W 1879 roku przeszedł w stan spoczynku. Kazimierz Chłędowski tak go opisał – sztywny biurokrata, wyglądający jakby kij połknął, dużo o sobie rozumiejący i trzymający zawsze swoją godność jak szklankę w ręku, aby się przykładem się nie stłukła, nie znośną był dla mnie figurą. W kasynie szlacheckim pozował on na sportsmena, chociaż ze sportem nic nie miał do czynienia; uciekał z domu, bo miał starą brzydką żonę, więc przesiadywał w biurze całymi dniami.
Ziemianin, jego żona była od 1884 właścicielką dóbr Żurawniki w pow. lwowskim. Poseł do Sejmu Galicyjskiego IV kadencji (od 8 sierpnia 1877 do 21 października 1882) w okręgu wyborczym nr 17 (Jaworów-Krakowiec). Poseł do austriackiej Rady Państwa VI kadencji (od 7 października 1879 do 24 maja 1884), wybrany w kurii I większej własności ziemskiej, w okręgu wyborczym nr 12 (Lwów-Gródek). Po jego rezygnacji mandat objął od 4 grudnia 1884 Stanisław Starzyński. Członek Koła Polskiego w Wiedniu.
Pochowany na cmentarzu Łyczakowskim we Lwowie.

## Odznaczenia
- Krzyż Wielki Orderu Franciszka Józefa I z gwiazdą (1879)[1].

## Rodzina i życie prywatne
Syn adwokata i ziemianina, od 1837 właściciela wsi Tadania i Spasa Józefa i Emilii z Gorczyńskich. Był bratankiem Tomasza Bartmańskiego (1797–1880), oficera artylerii w armii napoleońskiej, znanego podróżnika. Ożenił się w 1854 z Seweryną z Tustanowskich, dzieci nie mieli.